# Shohei Okada
Shohei Okada (岡田 翔平 Okada Shohei?, nacido el 29 de abril de 1989 en Kanagawa) es un futbolista japonés que se desempeña como delantero.

## Trayectoria

### Clubes
| Club                | País  | Año         |
| ------------------- | ----- | ----------- |
| Sagan Tosu          | Japón | 2011 - 2016 |
| Shonan Bellmare     | Japón | 2014 - 2015 |
| Thespakusatsu Gunma | Japón | 2017 -      |

## Estadística de carrera

### J. League
| Club                | Año   | J. League | J. League | Copa J. League | Copa J. League | Total | Total |
| Club                | Año   | Part.     | Goles     | Part.          | Goles          | Part. | Goles |
| ------------------- | ----- | --------- | --------- | -------------- | -------------- | ----- | ----- |
| Sagan Tosu          | 2011  | 12        | 0         | -              | -              | 12    | 0     |
| Sagan Tosu          | 2012  | 19        | 0         | 3              | 1              | 22    | 1     |
| Sagan Tosu          | 2013  | 12        | 1         | 2              | 0              | 14    | 1     |
| Shonan Bellmare     | 2014  | 35        | 14        | -              | -              | 35    | 14    |
| Shonan Bellmare     | 2015  | 3         | 0         | 5              | 0              | 8     | 0     |
| Sagan Tosu          | 2015  | 3         | 0         | 0              | 0              | 3     | 0     |
| Sagan Tosu          | 2016  | 13        | 1         | 3              | 0              | 16    | 1     |
| Thespakusatsu Gunma | 2017  | 31        | 4         | -              | -              | 31    | 4     |
| Total               | Total | 128       | 20        | 13             | 1              | 141   | 20    |